# (798) Ruth
(798) Ruth – planetoida z pasa głównego asteroid okrążająca Słońce w ciągu 5 lat i 86 dni w średniej odległości 3,01 au. Została odkryta 21 listopada 1914 roku w Landessternwarte Heidelberg-Königstuhl w Heidelbergu przez Maxa Wolfa. Nazwa pochodzi od biblijnej Rut, bohaterki jeden z ksiąg Starego Testamentu. Przed nadaniem nazwy planetoida nosiła oznaczenie tymczasowe (798) 1914 VT.